# Музей науки

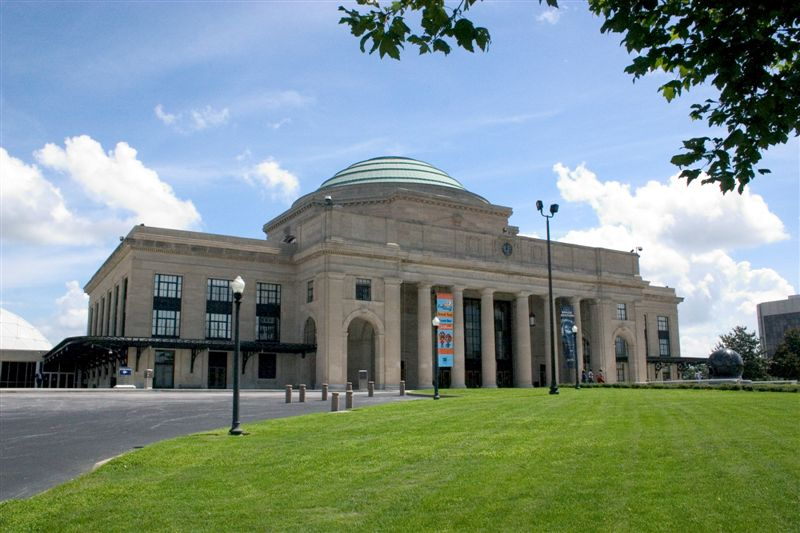
Музей науки (Ричмонд) в Ричмонде

Музей науки — музей, посвящённый демонстрации научных открытий, достижений, экспериментов и популяризации науки.
Традиционные музеи науки ориентированы на статичное экспонирование предметов, связанные с естественной историей, палеонтологией, геологией, промышленностью и т. д. Современным трендом является увеличение разнообразия выбора тем, в том числе включение экспонатов, представляющих занимательные научные явления и интерактивного компонента. Многие современные музеи науки включают демонстрацию технических достижений, и, таким образом, являются также научно-техническими музеями.